# Državna cesta D201
D201 je državna cesta u Hrvatskoj. 
Cesta spaja granični prijelaz Požane (granica sa Slovenijom) s gradom Buzetom. Cesta prolazi kroz naselja Črnica, Štrped i grad Buzet.
Ukupna duljina iznosi 7,1 km.